# Smicridea simmonsi
Smicridea simmonsi is een schietmot uit de familie Hydropsychidae. De soort komt voor in het Neotropisch gebied.